# Francesco Carabelli
Francesco Carabelli (* 6. November 1737 in Obino; † 1798 in Mailand) war ein Schweizer Bildhauer und Stuckateur.

## Leben

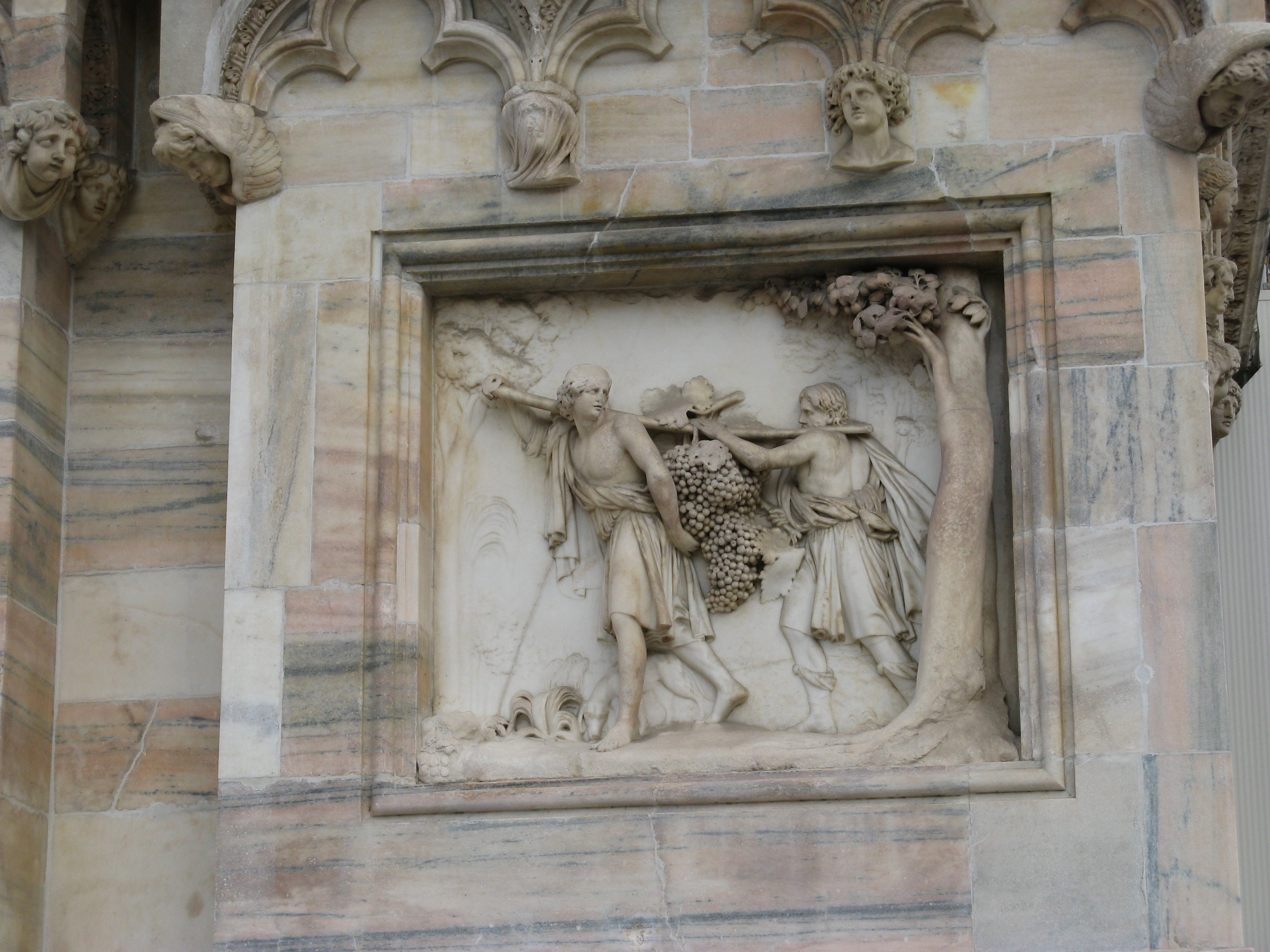
Francesco Carabelli: Israeliten tragen Trauben aus Kanaan, Außenansicht des Mailänder Doms

Francesco war Sohn des Giovanni Albino und dessen Ehefrau Angelica Magni. Schüler seines Vaters, studierte er in Mailand und zeichnete sich besonders in plastischen Porträtwerken aus. Von ihm stammen die Büste seines Freundes Simone Cantoni, die Statue des Marschalls Serbelloni, die Statue an der Fassade des Palastes Odescalchi in Como und die Statue der heiligen Jungfrau am Dom zu Como.
In den Jahren 1786 bis 1795 schuf Francesco mehrere Basreliefs für die Fassade des Mailänder Doms, darunter die Szenen Simson bezwingt den Löwen und Die Rückkehr der Kundschafter aus Kanaan sowie am Palazzo Borromeo auf der Isola Bella, wo Francesco 1785 den Auftrag erhielt, den neu gestalteten Ballsaal mit Skulpturen und Stuckaturen zu schmücken. In Como schuf Carabelli in der Villa Olmo die Statuen an der seeseitigen Giebelfront und die Medaillons zwischen den Säulen. Für die von Carlo Luca Pozzi ausgeführten vier überlebensgrossen Statuen im Ballsaal erstellte Francesco Entwürfe in Terracotta, die heute in der Kantonale Pinakothek Giovanni Züst in Rancate zu sehen sind. Sie sind ca. 40 cm hoch und stellen die griechischen Götter Zeus, Hera, Hades und Poseidon dar.

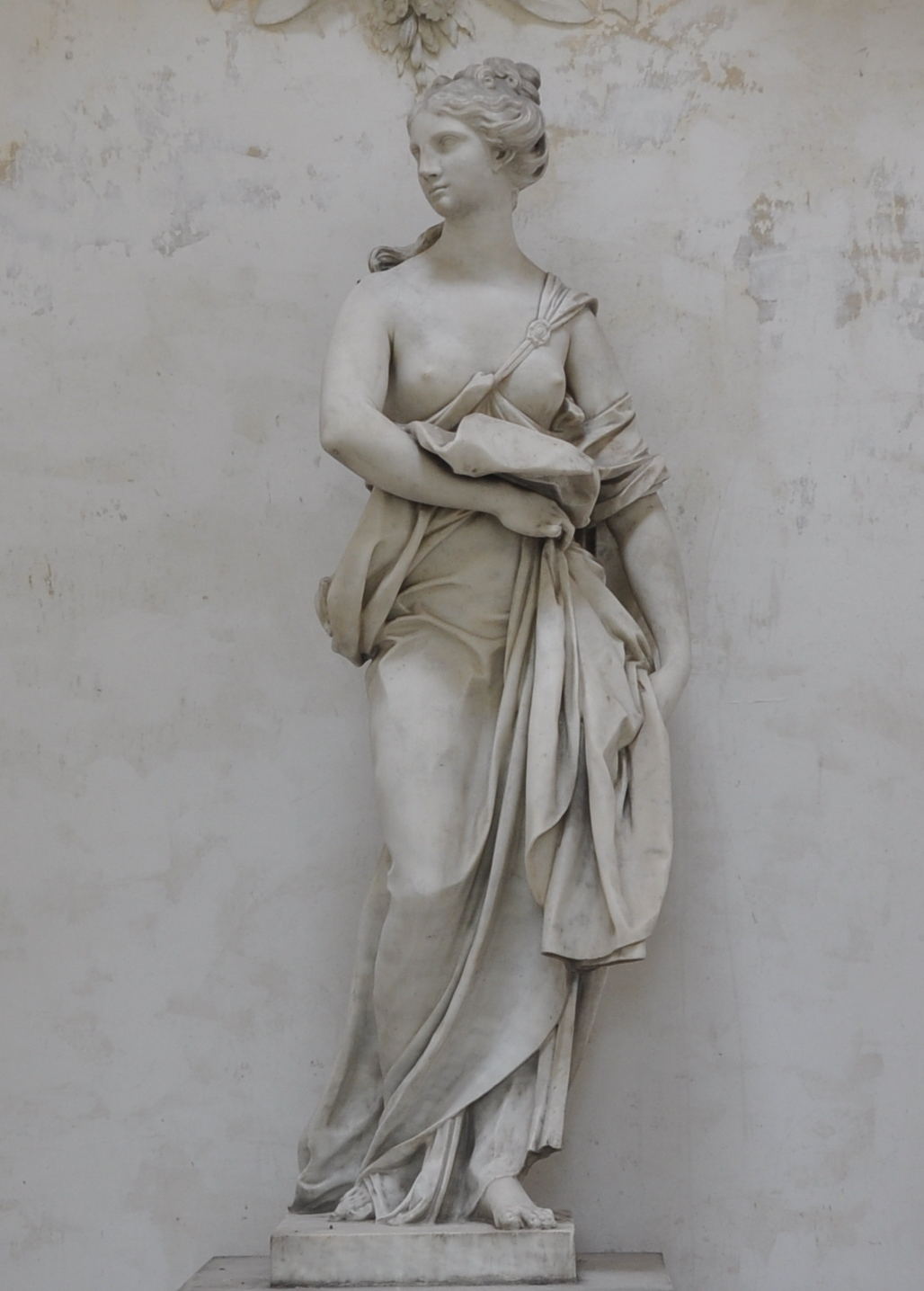
Francesco Carabelli: Statue der Botanik, Schlossgarten Schwetzingen

Seine Stuckaturen an Wänden und Decken des Palast Poldi Pezzoli in Mailand gingen am 13. August 1943 bei einem Luftangriff zumeist verloren. Erhalten blieben acht Statuen aus Sandstein in den Nischen des grossen Treppenaufgangs. Im Palazzo Serbelloni gestaltete Carabelli über dem Mittelteil zwischen den beiden oberen Fensterreihen einen Fries mit Basreliefs. Dargestellt sind Episoden des Konflikts zwischen Friedrich Barbarossa und dem Bund oberitalienischer Städte (Lombardenbund). In Deutschland schuf Carabelli im Schlossgarten in Schwetzingen bei Heidelberg mehrere der 130 Skulpturen, die 1776 aufgestellt wurden. Darunter auch die Statue der Göttin der Fruchtbarkeit Ceres im Tempel der Botanik. Später war er Professor an der Accademia di Belle Arti di Brera in Mailand.